# دبلوماسية الصحة العالمية

الصحة

يشير مصطلح دبلوماسية الصحة العالمية إلى المفاوضات حول قضايا السياسة العالمية التي تشكل وتؤثر على البيئة العالمية للصحة، فتجمع بين مجموعة واسعة من الجهات الفاعلة في المجالات التي تؤثر على الصحة العامة. وبحسب منظمة الصحة العالمية، هناك اعتراف متزايد بالصحة كهدف للسياسة الخارجية وكمساهم رئيسي في التنمية والسلام والحد من الفقر والعدالة الاجتماعية وحقوق الإنسان. دبلوماسية الصحة العالمية من المصطحات التي اشتهرت بعد ظهور جائحة كوفيد 19، وأصحبت تعد أداة من أدوات القوة الناعمة لكثير من الدوال العظمى مثل الصين، والهند والمملكة المتحدة.

## مفهوم
تشير بعض التعريفات إلى أن مفهوم دبلوماسية الصحة العالمية يعني النظام المؤسسي، وكذلك عمليات الاتصال والتفاوض التي تشكل بيئة السياسة العاليمية في مجال الصحة ومحدداته. ويذكر تعريف آخر بأنها "الأنشطة الدبلوماسية الدولية، وتعالج، بشكل مباشر أو غير مباشر، القضايا ذات الأهمية في مجال الصحة العالمية، وتهتم بكيفية، ولماذا تلعب قضايا الصحة العالمية دوراً في سياق السياسة الخارجية. لقد أشار الأمين العام للأم المتحدة بان كي كون في عام 2009 إلى أن الصحة العالمية تمس جيع القضايا الأساسية المرتبطة بالسياسة الخارجية التي تشمل تحقيق الأمن وخلق الثروة الاقتصادية، ودعم التنمية في البلدان منخفضة الدخل، وحماية الكرامة الإنسانية".

## وظائف
تظهر العديد من الأمثلة بأن الدبلوماسية الصحية تخلق المواءمة بين الصحة والسياسة الخارجية. ومن الأهداف الرئيسية للدبلوماسية الصحية تحسين الأمن الصحي وصحة السكان؛ وتحسين العلاقات بين الدول والتزام مجموعة واسعة من الجهات الفاعلة بالعمل معًا لتحسين الصحة؛ وتحقيق النتائج التي تعتبر عادلة وتدعم أهداف الحد من الفقر وزيادة العدالة.